# Torla
Torla-Ordesa è un comune spagnolo di 298 abitanti situato nella comunità autonoma dell'Aragona.

Fa parte della comarca del Sobrarbe.
Piccolo ma affascinante paese pirenaico quasi interamente costruito in pietra. Fra gli edifici più rappresentativi vanno segnalati la Iglesia de San Salvador (la cui struttura è del XIII secolo) e la Casa de Viu, bel palazzetto nobiliare affrescato internamente ed edificato fra il XVII ed il XVIII secolo. Un antico castello cinquecentesco è stato adibito a Museo Etnologico.